# Julius von Bernuth (General, 1897)

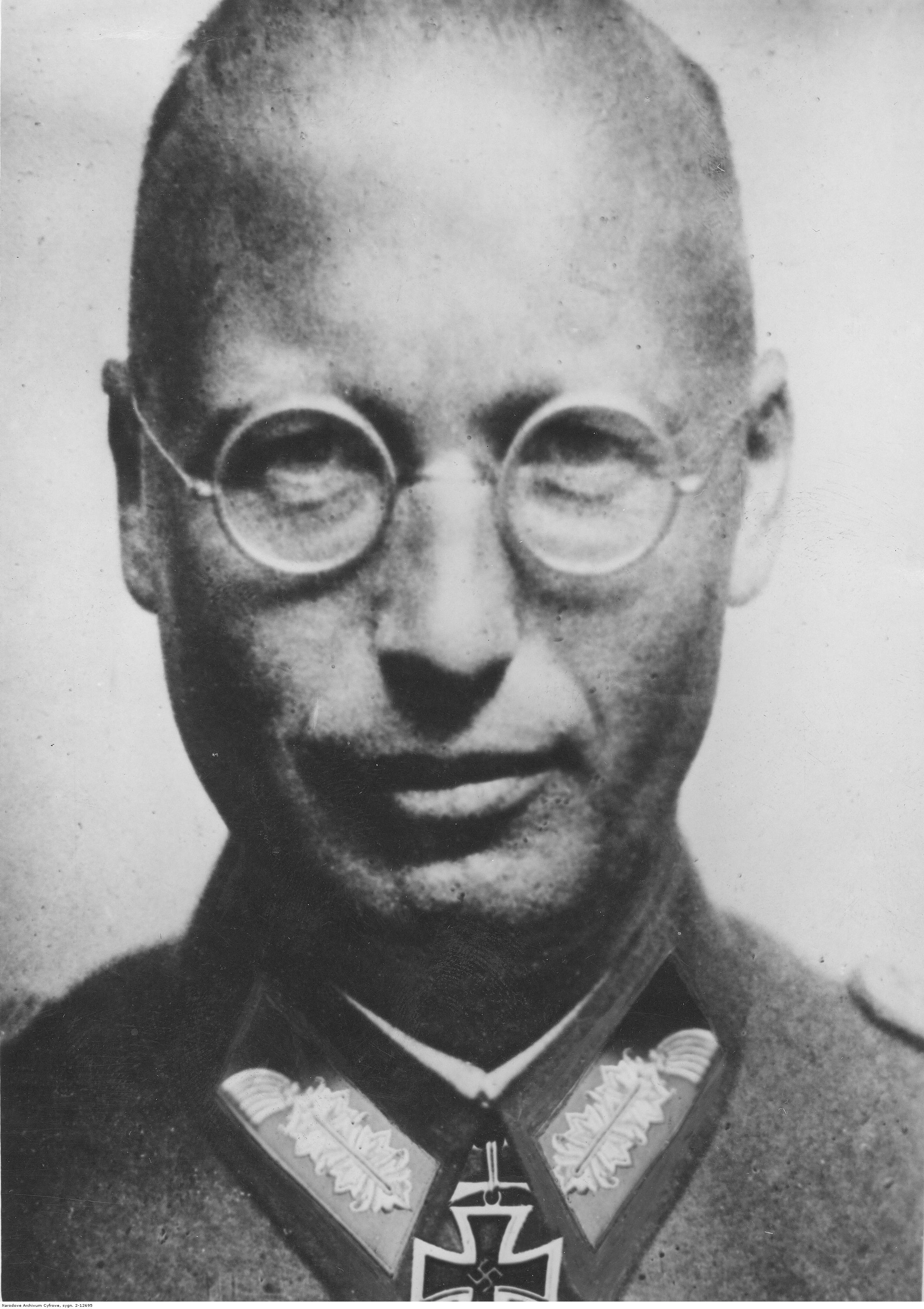
Generalmajor Julius von Bernuth

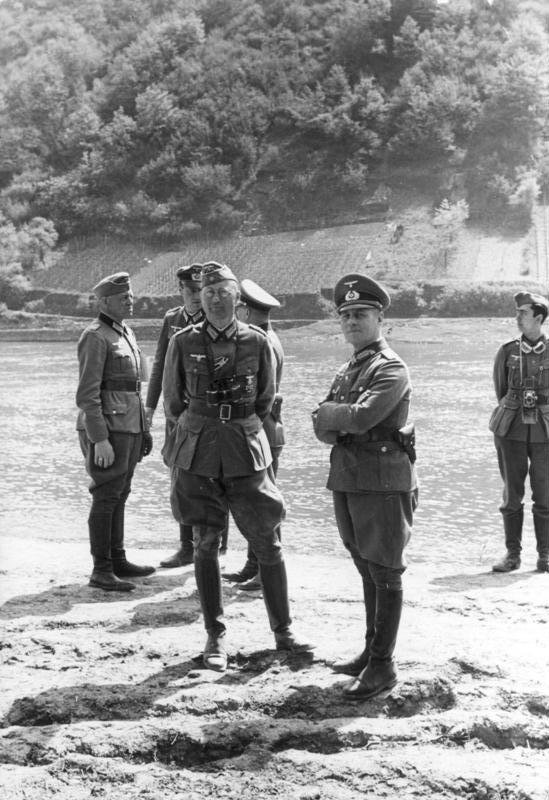
Erwin Rommel und Julius von Bernuth beobachten einen Übergang an der Mosel im Frühjahr 1940

Julius Hans Camillo Friedrich Leo Ludwig von Bernuth (* 12. August 1897 in Metz; † 12. Juli 1942 bei Ssochkranaja) war ein deutscher Generalmajor im Zweiten Weltkrieg. Nach dem Ersten Weltkrieg schloss er sich früh den Nationalsozialisten an und nahm 1923 am Marsch auf die Feldherrnhalle teil.

## Leben

### Herkunft
Julius war der Sohn des gleichnamigen preußischen Generalmajors Julius von Bernuth (1861–1957) und dessen Frau Elsa, geborene Spruner von Merz (1876–1945).

### Preußische Armee
Bernuth besuchte zunächst die Kadettenanstalt Karlsruhe, dann die Preußische Hauptkadettenanstalt und trat nach Ausbruch des Ersten Weltkriegs am 10. August 1914 als Fahnenjunker in das Leibgarde-Infanterie-Regiment (1. Großherzoglich Hessisches) Nr. 115 der Preußischen Armee ein. Über Belgien rückte er mit seinem Regiment in Frankreich ein und beteiligte sich u. a. an der Schlacht an der Marne, in dessen Verlauf er am 10. September 1914 verwundet wurde. Nach Lazarettaufenthalt und Gesundung war Bernuth vom 27. November 1915 bei Feld-Ersatz-Bataillon Nr. 70 und anschließend bis 17. März 1915 beim Reserve-Infanterie-Regiment Nr. 254. Nach der Rückkehr zu seinem Stammregiment fungierte er dort als Ausbildungs- sowie als Ordonnanzoffizier. Am 28. Februar 1917 versetzte man Bernuth als Zugführer in das Infanterie-Regiment Nr. 365, in dem er dann vom 13. April 1917 bis über das Kriegsende hinaus die Stellung als Bataillonsadjutant innehatte. Bei Kriegsende war er Leutnant und hatte neben beiden Klassen des Eisernen Kreuzes, die Hessische Tapferkeitsmedaille sowie das Verwundetenabzeichen in Schwarz erhalten.

### Weimarer Republik
Bernuth kehrte am 13. Dezember 1918 erneut zu seinem Stammregiment zurück. Nach der Demobilisierung bildeten sich aus den Resten des Regiments das Freikorps 115, dem Bernuth bis zu seiner Übernahme in die Reichswehr am 1. Oktober 1919 angehörte. Hier wurde er zunächst im Reichswehr-Schützen-Regiment 35 verwendet. Ab dem 1. Juni 1920 diente er dann beim Reichswehr-Infanterie-Regiment 22. Mit Beginn des Jahres 1921 gehörte er der 16. Kompanie des 15. Infanterie-Regiments an, wo er am 1. April 1925 zum Oberleutnant befördert wurde. Für seine Teilnahme am Hitlerputsch 1923 in München wurde er später mit dem Blutorden ausgezeichnet. Es folgte in den Jahren 1926 bis 1931 die Infanterieschule, gleichzeitig befand er sich ab dem 1. Oktober 1928 im Stab der 7. Division und ab dem 1. Oktober 1930 in der 6. Division, wo er seine Führergehilfenausbildung erhielt.
Es folgte am 1. April 1931 die Beförderung zum Hauptmann und am 29. August desselben Jahres der Wechsel in den Stab des Infanterieführers II. Ab dem 7. März 1932 war von Bernuth dann im Reichswehrministerium beschäftigt.

### Nationalsozialismus und Zweiter Weltkrieg
Er wurde am 1. Oktober 1934 zum Kompaniechef im Infanterieregiment München ernannt. Am 15. Oktober 1935 wurde er Chef der 2. Kompanie im Gebirgsjägerregiment 100 und als solcher am 1. Januar 1936 zum Major befördert. Am 7. März 1936 wechselte er als Erster Generalstabsoffizier (Ia) in den Stab der 17. Infanterie-Division. Ab dem 1. August 1937 arbeitete er als Taktiklehrer an der Kriegsakademie und wurde am 1. Januar 1939 Oberstleutnant im Generalstab.
Beim Überfall auf Polen zu Beginn des Zweiten Weltkriegs war von Bernuth Ia und O 1 der Panzer-Division Kempf. Anschließend wurde er Ia beim XXVI. Armeekorps. Am 15. März 1940 wurde er Chef des Stabes des XV. Armeekorps (mot.). In Abwesenheit des Kommandierenden Generals General der Infanterie Hermann Hoth vereitelte er am 22. Mai 1940 den französischen Versuch, über Cambrai und Arras in Richtung Bapaume durchzubrechen, wofür er am 5. August 1940 das Ritterkreuz des Eisernen Kreuzes erhielt.
Nach dem Ende des Westfeldzuges wurde von Bernuth am 26. Oktober 1940 zum Chef der 4. (Ausbildungs-)Abteilung im Generalstab des Heeres ernannt und war von Juni 1941 an Verbindungsoffizier des OKH zur Heeresgruppe Süd, wo er am 1. Dezember 1940 zum Oberst i. G. befördert wurde. Am 10. Januar 1942 wurde von Bernuth Chef des Stabes der 4. Armee und dort am 1. April 1942 zum Generalmajor befördert. Am 28. April 1942 wurde er Chef des Generalstabes der 4. Panzerarmee unter Generaloberst Hermann Hoth.
Am 12. Juli 1942 startete er mit einem Fieseler Storch vom Armee-Hauptquartier zu einem Flug zum XXXX. Armee-Korps, von dem er nicht zurückkehrte. Suchtrupps fanden am 14. Juli bei Ssochkranaja den abgestürzten Fieseler Storch. Von Bernuth wurde am 16. Juli 1942 auf dem Friedhof Frolowskij in der Nähe Stalingrads beigesetzt.